# Scaphokogia
Scaphokogia es un género extinto de cachalote de la familia Kogiidae que vivió en las costas del océano Pacífico, cuyos restos han sido hallados únicamente en Perú. Scaphokogia pertenece al grupo de los cachalotes pigmeos, pero se diferenciaba por tener una cara engrosada a manera de ladrillo y una cuenca supracraneal excavada. Según los científicos esto indicaría que se alimentaba cerca del fondo del mar. Se conocen a dos especies descritas hasta la fecha: Scaphokogia cochlearis y Scaphokogia totajpe, ambas provenientes de la Formación Pisco, Perú.